# ۱۴۴ (میلادی)

## رویدادها
- تغییر امپراتور از هان شوندی به هان چونگدی در دودمان هان چین.
- رد مارسیون از سوی کلیسای رم، پیدایش مارسیونیسم.

## درگذشت‌ها
- هان شوندی، امپراتور چین.